# Guachipas
Guachipas ist die Hauptstadt des gleichnamigen Departamentos Guachipas in der Provinz Salta im Nordwesten Argentiniens. Sie liegt 115 Kilometer von der Provinzhauptstadt Salta entfernt.

## Höhlenmalereien in Guachipas
Cerro Cuevas Pintadas de Guachipas: 1965 wurde in der Nähe von Guachipas, an der Nationalstraße 68, die zur Stadt Cafayate führt, ein Höhlensystem mit 33 Gängen entdeckt, deren Wände mit Höhlenmalereien bedeckt sind. Ihre Entstehung wird auf die Zeit zwischen 900 und 1470 unserer Zeitrechnung geschätzt. Die Höhlenmalereien wurden zum historischen Nationalmonument erklärt und stehen Besuchern offen.
Die Dachtraufe von Ambrosetti, auf dem Hügel der Cuevas Pintadas oder Las Juntas, ist am besten erhalten, da sie mit Drähten eingezäunt war, um sie vor Vandalen zu schützen. Es erfordert besondere Vorsicht, um Moose, Flechten und aerophile Pflanzen zu vermeiden. Die Malereien sind auf einer geologischen Formation aus der Kreidezeit entstanden und heben sich in ihrer Form, die aus den roten Sandsteinfelsen entstanden ist, vom Rest der umliegenden Hügel ab.
Die Höhlenmalereien von Guachipas wurden zum nationalen historischen Denkmal erklärt. Der Hügel Cuevas Pintadas de Guachipas besteht aus 33 Traufen, auf denen die ursprünglichen Zeichnungen von Menschen sowie abstrakte Formen hinterlassen haben. Die vorherrschenden Motive sind Kameliden und "Männer mit Schild", das sind anthropomorphe Figuren verschiedener Formen, Farben und Stile. Auf den Tafeln sind Szenen und Figuren aus dem täglichen Leben anderer historischer Epochen zu sehen: Religiöse Zeremonien, Krieger und Tiere wie Suris, Jaguare, Vögel, Insekten und Lamas.
Dieser Ort - dessen ursprünglicher Name Oma Sacopo war (was der Schoß der Kanus der Sonne bedeutet) - wurde der Sonne geweiht. Höhlen dieser Art gehören zusammen mit den Überresten der in verschiedenen Epochen errichteten indigenen Städte zu den deutlichsten Zeugnissen des Zivilisationsgrades, den die ursprünglichen Bewohner des heutigen Territoriums von Salta vor der Ankunft der Spanier erreichten.

## Architektur
- Iglesia Inmaculada Concepción de Guachipas. Die Kirche von Guachipas wurde, nach erhaltenen Dokumenten aus dem Jahre 1610, durch die Jesuiten erbaut. Die Aufgabe der Pfarrei war die Evangelisierung der huachipas aus den Valles Calchaquíes. Das entsprechende Dekret für die Errichtung der Kirche befindet sich in den Unterlagen von Mariano Zorriaguieta vom 9. Oktober 1614, unterschrieben vom Bischof Trejo und seinem Sekretär Don Lorenzo Fernández Paredes.